# 松江市立本庄中学校
松江市立本庄中学校（まつえしりつ ほんじょうちゅうがっこう）は、島根県松江市野原町にある公立中学校。

## 沿革
- 1947年（昭和22年）4月1日 - 島根県八束郡本庄村立本庄中学校として設立。
- 1955年（昭和30年）3月10日 - 町村合併により松江市立本庄中学校と改称。
- 1983年（昭和58年）5月28日 - 校舎・講堂改築竣工式を挙行。

## 学区
- 学区は、本庄小学校の通学区域である。

## 部活動
- 野球部
- バレー部（男・女）
- 合奏部

## 著名な卒業生
- 山内健司 - お笑い芸人（かまいたち）